# ستودناتس
ستودناتس (به صربی: Studenac) یک منطقهٔ مسکونی در صربستان است که در ژیتوراجا واقع شده‌است. ستودناتس ۲۴۱ نفر جمعیت دارد.